# Johann Andreas Dieze

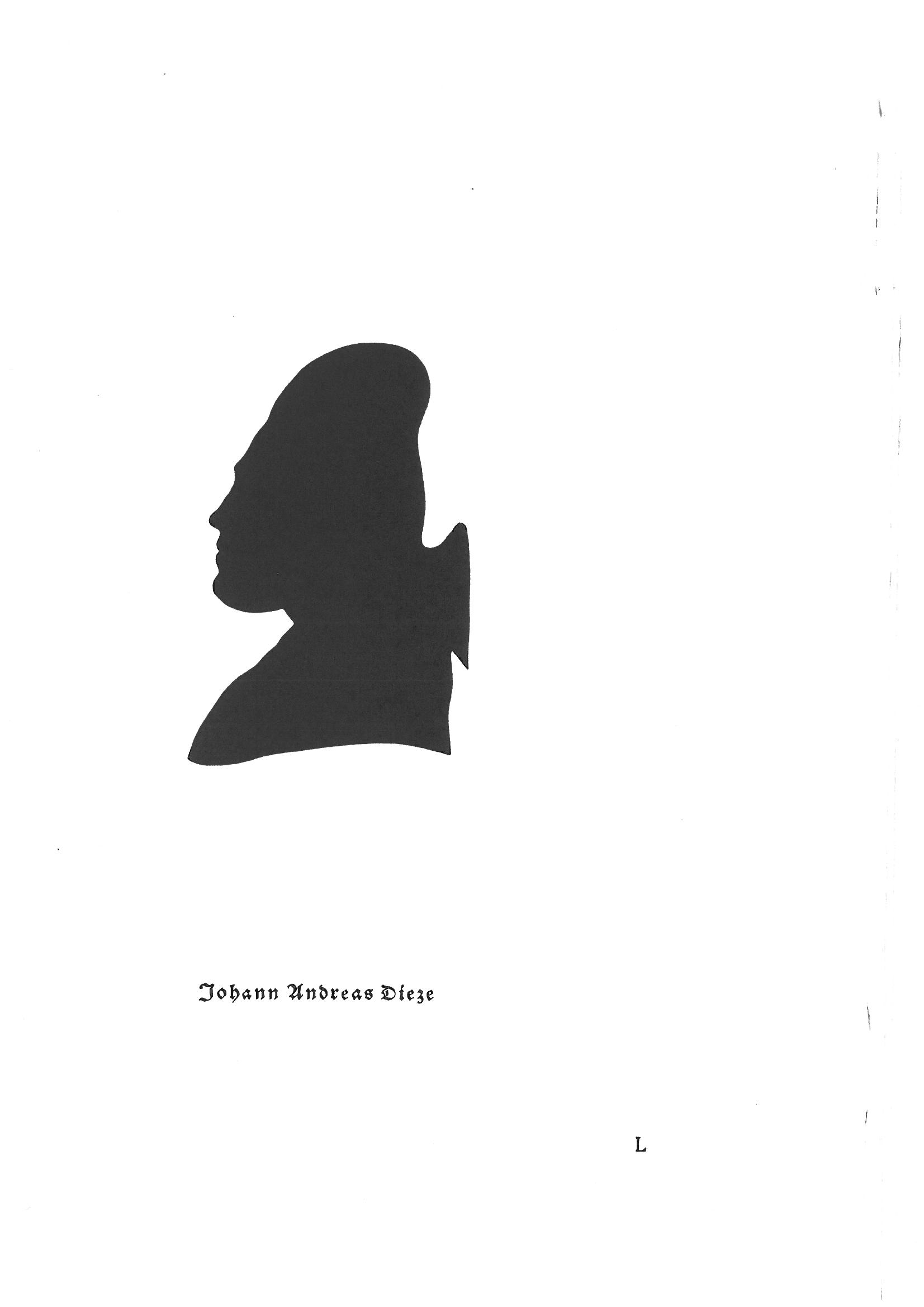
Johann Andreas Dieze (1779)

Johann Andreas Dieze (Leipzig, 1729 - Maguncia, 25 de septiembre de 1785), filósofo e hispanista alemán.
En 1763 fue nombrado profesor extraordinario de Filosofía en la Universidad de Gotinga, luego custodio de su Biblioteca y miembro de la Academia de Gotinga. Adquirió numerosas obras en español para la Biblioteca de Maguncia y se aficionó a su literatura. Tradujo Orígenes de la poesía castellana de Luis José Velázquez (Málaga, 1754) al alemán con numerosas notas (Gotinga, 1769), obra muy importante y muy leída por Herder y otros románticos alemanes, y también, al francés, el Viaje a España de LaPuente entre otras obras. Escribió e imprimió asimismo una Historia de España y Portugal en francés. Sostuvo correspondencia con Gotthold Ephraim Lessing, pero fue destruida por un incendio que hubo en Maguncia en 1793.